# 女王廣場 (倫敦)
女王廣場（英語：Queen Square）是位於倫敦市中心布盧姆茨伯里的一座花園廣場，在這一地區了聚集眾多和醫學有關的建築，特別是神經學。女王廣場修建於1716年至1725年期間，早期曾因這裡有一座安妮女王的雕像而名為安妮女王廣場（Queen Anne's Square）。19世紀中期之後，這裡開始出現醫學研究機構。現在國家神經外科醫院位於這裡，使得女王廣場成為醫學研究中心之一。

## 外部連結
- History of Queen Square
- Bloomsbury Project（页面存档备份，存于） - University of London
- THE ART WORKERS’ GUILD – 125 years History（页面存档备份，存于） - 6 Queen Square, Bloomsbury, London
- Queen Square Neurology Archive（页面存档备份，存于）, an extensive archive of historical documents relating to the neurology institutions in Queen Square
- History of 42-43 Queen Square （页面存档备份，存于） – Mary Ward Center
- Map